# 小林佑暉
小林 佑暉（こばやし ゆうき、1996年3月12日 - ）は、東京都出身の俳優である。所属事務所はオフィス斬。特技は、中国語(日常会話)、ボウリング。

## 人物
小学校6年まで台湾の高雄日本人学校に在学する。

## 出演作品

### 映画
- 疾風・虹丸組（2013年）
- 凍牌 裏レート麻雀闘牌録（2013年）
- 暴力水滸伝（2014年）

### DVD
- 怖い警察（2013年）

### TV
- HiGH&LOW season2（2016年）ムゲン 役